# القمة الخليجية 2004 (المنامة)
قمة مجلس التعاون الخليجي أو القمة الخليجية 25 أو قمة الشيخ زايد هي قمة قادة دول مجلس التعاون لدول الخليج العربية عقدت في يوم الثلاثاء 21 ديسمبر 2004 في مدينة المنامة عاصمة مملكة البحرين برئاسة صاحب الجلالة الملك حمد بن عيسى آل خليفة ملك مملكة البحرين.  

## المشاركون

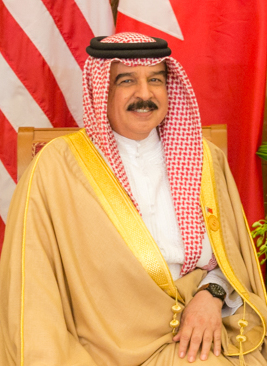
مملكة البحرين صاحب الجلالة الملك حمد بن عيسى آل خليفة ملك مملكة البحرين (رئيس الاجتماع)
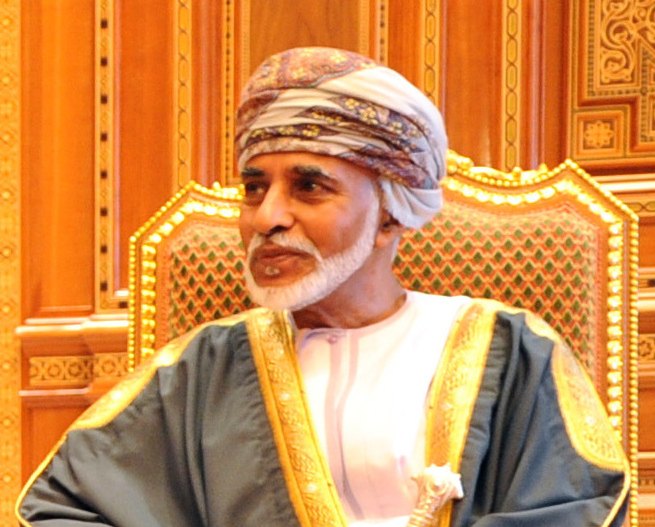
سلطنة عمان صاحب الجلالة السلطان قابوس بن سعيد آل سعيد سلطان عمان
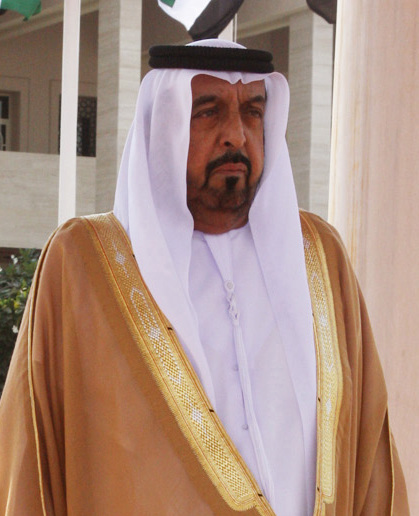
دولة الإمارات العربية المتحدة صاحب السمو الشيخ خليفة بن زايد آل نهيان رئيس دولة الإمارات العربية المتحدة
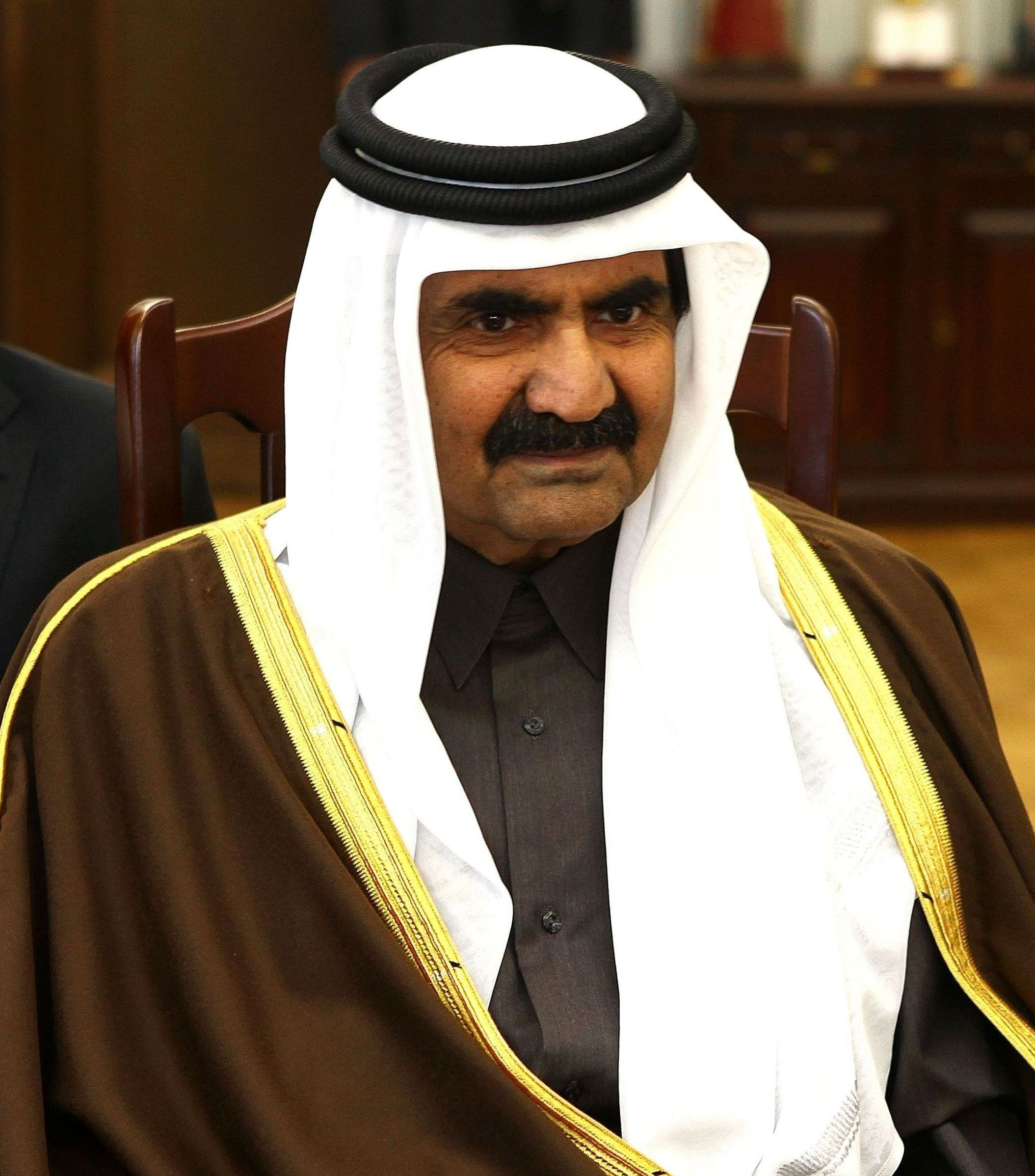
دولة قطر صاحب السمو الشيخ حمد بن خليفة آل ثاني أمير دولة قطر
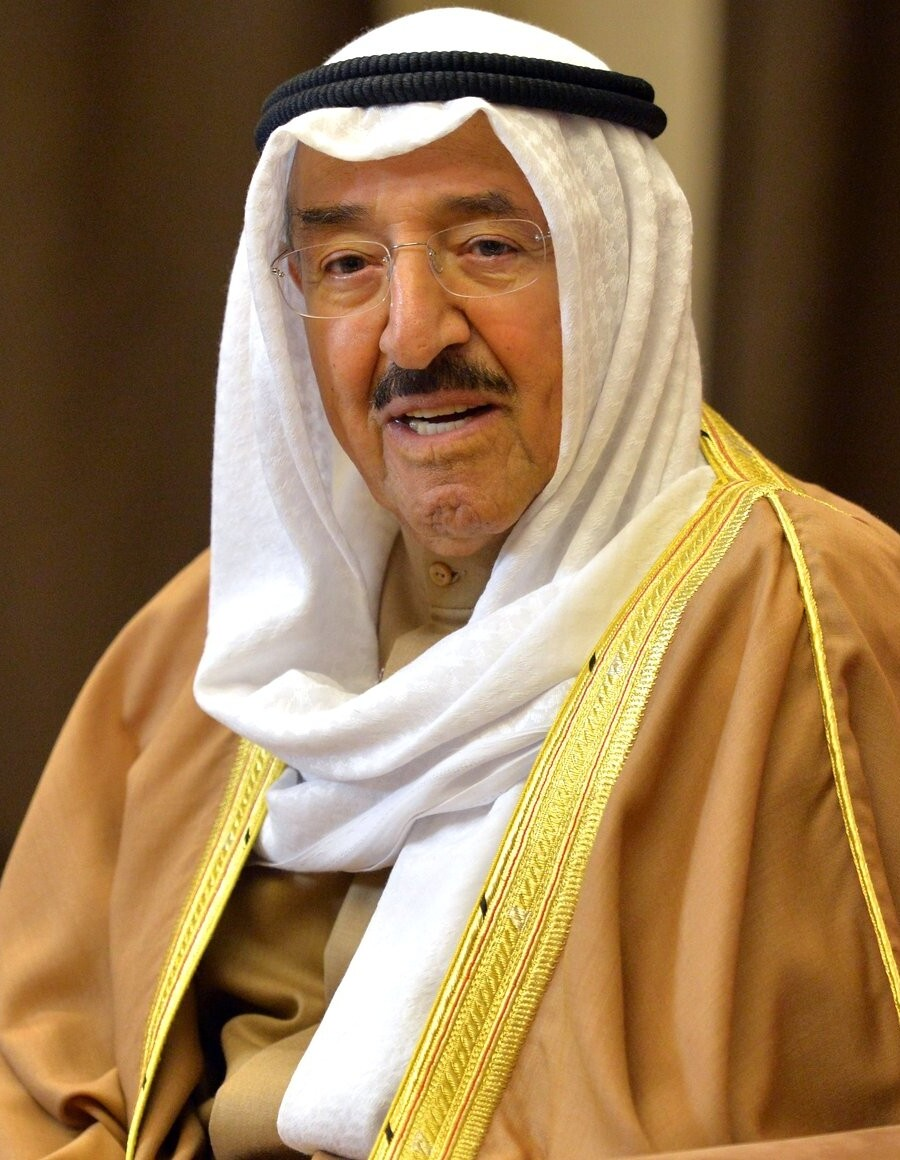
دولة الكويت سمو الشيخ صباح الأحمد الجابر الصباح رئيس مجلس الوزراء
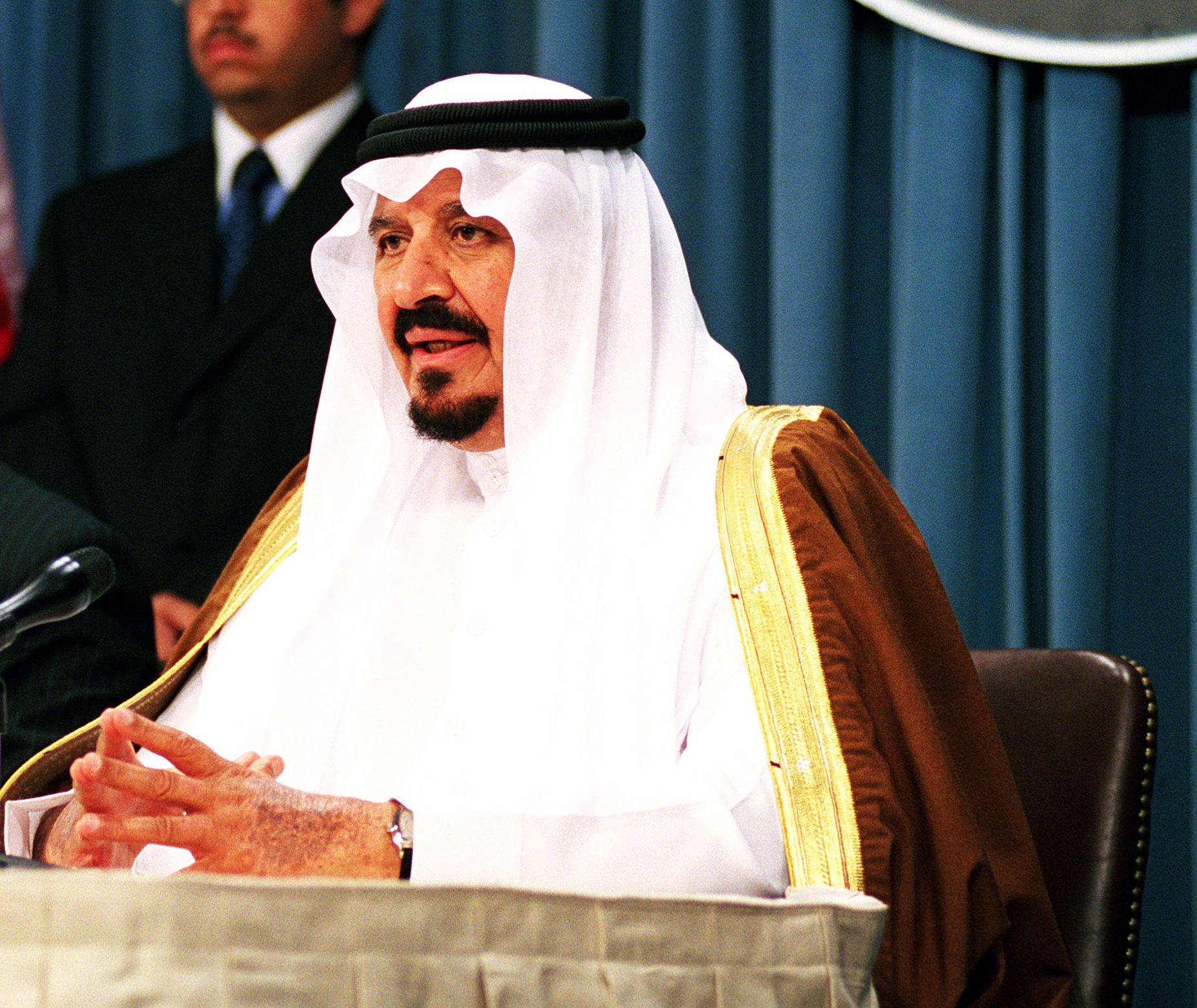
المملكة العربية السعودية صاحب السمو الملكي الأمير سلطان بن عبدالعزيز آل سعود النائب الثاني لرئيس مجلس الوزراء وزير الدفاع والطيران
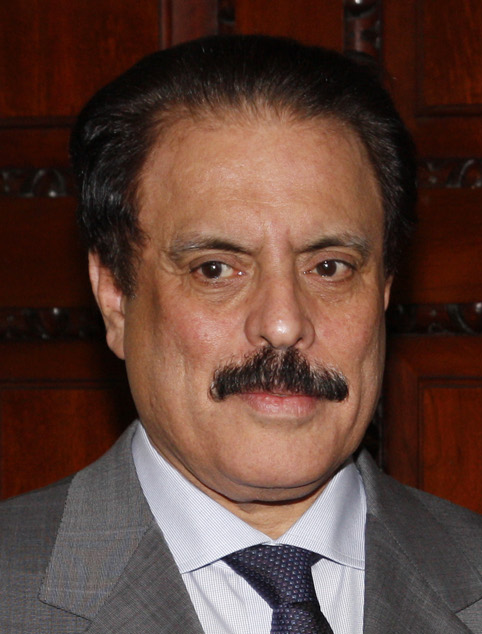
الأمانة العامة لمجلس التعاون الخليجي معالي السيد عبدالرحمن بن حمد العطية أمين عام مجلس التعاون لدول الخليج العربية